# South Core Banks
South Core Banks est une île américaine de l'océan Atlantique Nord. Partie des Outer Banks, cette île barrière relève du comté de Carteret, en Caroline du Nord. Elle est entièrement protégée au sein du Cape Lookout National Seashore, une aire protégée du National Park Service.